# Roland Grapow
Roland Grapow (Amburgo, 30 agosto 1959) è un chitarrista tedesco, famoso soprattutto per i suoi 12 anni di permanenza negli Helloween, nei quali rimpiazzò Kai Hansen, che ne fu chitarrista fino al 1988.

## Biografia
Roland Grapow iniziò a suonare la chitarra dopo aver ascoltato il chitarrista Mark Farner dei Grand Funk Railroad.A 12 anni suo padre gli comprò una chitarra e gli fece prendere lezioni,ma Grapow non sopportava la parte teorica e il suo insegnante gli disse che non aveva alcun talento per suonare la chitarra;
"Dissero che non avevo talento e che mio padre avrebbe dovuto portarmi via dalla classe.Io non volevo imparare quelle stupide canzoni folk,così mi sono detto che avrei imparato da solo.Quando avevo circa 11-12 anni ero molto affascinato dai Grand Funk Railroad,Mark Farner è stato il motivo per cui ho iniziato a suonare la chitarra e a iniziare a cantare,è stato la mia ispirazione ed eroe,come performer e cantante.Poi gli 'eroi' tedeschi sono entrati nella mia vita musicale come Michael Schenker e Uli Roth,band come Scorpions,Deep Purple e Uriah Heep mi piacevano di più per lo stile musicale.Successivamente ho amato Foreigner,Kansas,Styx,Journey,TOTO,Queen e Van Halen.Per molti anni sono stato molto ispirato da Steve Lukather,ho imparato tutte quelle parti da solista di lui,ma la mia più grande ispirazione sono ancora Michael Schenker e Uli Roth.Per un paio d'anni amavo molto Yngwie Malmsteen.Penso di aver sempre amato quei chitarristi dal suono unico,come Eddie Van Halen,Brian May,il primo King's X tone di Ty Tabor,Ritchie Blackmore e così via.Ascoltavo questi artisti e suonavo a metà velocità,e così che stavo imparando dai 13 ai 16 anni,ero veloce,ero davvero un bravo chitarrista.A 16 anni ero con la mia prima band,i Virus,che aveva due chitarristi,un cantante,un batterista e nessun bassista,ho suonato con loro e abbiamo fatto concerti ad Amburgo.A 17 anni sono entrato in un'altra band e abbiamo vinto concorsi,poi il passo successivo è stato avere un contratto discografico e mi sono unito ai Rampage.A quel tempo stavo imparando così in fretta che ero già una specie di guitar-hero ad Amburgo,ecco perché quando Michael Weikath mi vidde suonare poi mi chiamò negli Helloween".
Nel 1980 inizia la sua carriera nei "Rampage" con cui pubblica due album.Questa band comunque era più un hobby che una band a tempo pieno,infatti il suo vero lavoro era il meccanico per auto.
Nel 1989 viene ingaggiato dagli Helloween;"Weikath mi ha chiamato nell'agosto 1988 chiedendomi se stessi ancora suonando la chitarra.Mi ha visto suonare a uno spettacolo coi Rampage e mi ha chiesto se mi sarebbe piaciuto unirmi agli Helloween perché Kai voleva lasciare la band.Così ho iniziato a imparare le canzoni e a dicembre ho suonato cinque canzoni con loro in sala prove.Alcune settimane dopo ero già in tournée in America con loro e poi siamo andati in Giappone".
Con gli Helloween pubblica gli album Pink Bubbles Go Ape,Chameleon,Master of the Rings,The Time of the Oath,High Live,Better Than Raw,Metal Jukebox e The Dark Ride.Durante la sua permanenza con gli Helloween ha anche portato avanti un progetto solista che sfociò nel 1997 con l'uscita del suo primo album The Four Seasons of Life,aiutato anche da alcuni membri degli Helloween.Nel secondo disco solista Kaleidoscope (1999),fu invece aiutato da alcuni membri del gruppo di Yngwie Malmsteen.
Nel 2001 il chitarrista e leader degli Helloween Michael Weikath lo licenziò dopo la pubblicazione del disco The Dark Ride;"All'inizio della sua lavorazione ebbi molte discussioni col resto degli Helloween.Per un certo periodo ammetto di essere stato in una posizione abbastanza critica,infatti passavo il mio tempo libero a casa con mia moglie,e gli altri avevano l'impressione che non mi interessassi più alla band.Il fatto è che io,per natura,non sono il tipo che va alle prove col suo gruppo e poi trascorre la serata in un pub a bere e a discutere per ore,in fondo con loro avevo già passato molti anni e li conoscevo già tutti molto bene,per cui non mi sembrava indispensabile doverci uscire per forza.Questa situazione sfociò in una discussione piuttosto pesante in sala prove,dove gli altri mi dissero di non apprezzare più il mio modo di suonare.Michael Weikath mi disse che quando mi aveva conosciuto io suonavo in modo più melodico e col tempo ero cambiato.Poco dopo arrivò il produttore,e mi fece notare che anche secondo lui il mio posto all'interno della band stava vacillando".
Nel 2003 fonda i Masterplan con i quali è tuttora attivo.Gestisce inoltre uno studio di registrazione e produzione musicale in Slovacchia.

## Discografia

### Rampage
- 1980 - Victims of Rock
- 1982 - Love Lights Up The Night

### Solista
- 1997 - The Four Seasons of Life
- 1999 - Kaleidoscope

### Helloween
- 1991 - Pink Bubbles Go Ape
- 1993 - Chameleon
- 1994 - Master of the Rings
- 1996 - The Time of the Oath
- 1998 - Better Than Raw
- 2000 - The Dark Ride

### Masterplan
- 2003 - Masterplan
- 2005 - Aeronautics
- 2007 - MK II
- 2010 - Time To Be King
- 2013 - Novum Initium
- 2015 - Keep Your Dream aLive
- 2017 - Pumpkings